# Rain on a Conga Drum: Live in Berlin
Rain on a Conga Drum: Live in Berlin è un album live di Townes Van Zandt, pubblicato dalla Exile Records (ed anche dall'etichetta olandese SilenZ Records) nel 1991. Il disco fu registrato dal vivo il 25 ottobre 1990 al Quasimodo di Berlino (Germania).

## Tracce
Brani composti da Townes Van Zandt, eccetto dove indicato
Lato A
1. Mr. Mudd and Mr. Gold – 2:56
2. If I Needed You – 2:51
3. Buckskin Stallion Blues – 3:15
4. Short Haired Woman Blues – 3:10 (Lightnin' Hopkins)
5. Ain't Leavin' Your Love – 2:30
6. Pancho & Lefty – 8:11
7. Dollar Bill Blues – 2:54
8. Fraulein – 3:13 (Lawton Williams)
9. The Shrimp Song – 2:03 (Roy C. Bennett, Sid Tepper)

Lato B
1. Blaze's Blues – 3:19
2. No Place to Fall – 3:19
3. To Live Is to Fly – 3:28
4. Lungs – 2:50
5. Nothin' – 3:33
6. Tecumseh Valley – 4:28
7. Dead Flowers – 2:57 (Mick Jagger, Keith Richards)
8. White Freightliner Blues – 3:47
9. The Catfish Song – 4:02

## Musicisti
- Townes Van Zandt - chitarra, voce